# Sporobolus nitens
Sporobolus nitens är en gräsart som beskrevs av Sydney Margaret Stent. Sporobolus nitens ingår i släktet droppgräs, och familjen gräs. Inga underarter finns listade i Catalogue of Life.